# Vila urbană de pe str. Zamfir Arbore, 4A (Chișinău)
Vila urbană de pe str. Zamfir Arbore, 4A este o clădire amplasată pe str. Zamfir Arbore, 4A în Chișinău, Republica Moldova. Este un monument arhitectural de importanță națională inclus în Registrul monumentelor Republicii Moldova ocrotite de stat cu nr. 384 (municipiul Chișinău). Datează din anii 1930.